# Říman (Erfurt)
Říman je socha znázorňující od hlavy až k patě ozbrojeného římského válečníka s insigniemi římské republiky a s erfurtskou městskou zástavou v pravé ruce, která stojí na náměstí Fischmarkt v durynském hlavním městě Erfurtu, přímo naproti radnice.
Od roku 1448 stála v Erfurtu, v sousedství kostela zasvěceného sv. Martinu z Tours socha tohoto světce. Martin z Tours je patronem města Mohuč, katedrály v Mohuči a mohučského biskupství s tím že, tamní kurfiřt byl formálním vládcem města. Tím pádem byl tento patron přenesen také na Erfurt. Socha Martina z Tours byla při povstání proti mohučskému kurfiřtu během německé selské války v roce 1525 na příkaz vrchního radní stržena.
Mohučský arcibiskup naléhal na vytvoření nové sochy sv. Martina. Městská rada pověřila vytvořením sochy „Muže na sloupu“, v Erfurtu žijícího Nizozemce, Israele von der Milla. Socha odkrytá 6. listopadu 1591 před renesanční budovou Haus zum Breiten Herd byla lidmi zprvu označována jako „muž“ či jako „Říman“. Soše byl postupem času přisouzen význam Rolanda, díky čemuž tak byla také stále častěji jako Roland označována. Teprve ve 20. století se přišlo na původní význam sochy a Říman byl vyňat ze seznamu Rolandů.
Současný podstavec pochází z 18. století. Roku 1886 byl Říman umístěn na své dnešní místo.
V letech 1991–1992 byla socha restaurována, jelikož škodlivým působením povětrnostních vlivů získala tmavě šedou barvu.